# Jemal Tassew
Jemal Tassew Bushra (amh. ጀማል ጣሰው ቡሽራ; ur. 27 kwietnia 1989 w Auasie) – piłkarz etiopski grający na pozycji bramkarza. Od 2022 roku jest zawodnikiem klubu Wolkite City FC.

## Kariera klubowa
Swoją karierę piłkarską Jemal rozpoczął w klubie Hawassa City SC. W 2009 roku zadebiutował w jego barwach w pierwszej lidze etiopskiej. W 2010 roku odszedł do stołecznego Dedebitu, a w 2012 roku został zawodnikiem Ethiopian Coffee SC. Następnie grał w Dedebit FC (2013-2014), Defence Force SC (2014-2016), Jimma Aba Buna SC (2016-2017), Dire Dawa City (2017-2018), Fasil Kenema SC (2018-2020) i Wolkite City FC (2020-2021). W 2021 przeszedł do Adama City FC. W 2022 wróćił do Wolkite City.

## Kariera reprezentacyjna
W reprezentacji Etiopii Jemal zadebiutował 2 grudnia 2010 roku w wygranym 2:1 meczu Pucharu CECAFA 2010 z Kenią, rozegranym w Dar es Salaam. W 2013 roku został powołany do kadry na Puchar Narodów Afryki 2013, a w 2022 na Puchar Narodów Afryki 2021.